# Гаріс Епамінонда
Гаріс Епамінонда (грец. Haris Epaminonda, 1980, Нікосія) — сучасна кі́прська мультимедійна художниця, яка живе і працює в Берліні.

## Біографія
Гаріс Епамінонда навчалася в Лондоні в Королівському коледжі мистецтв та Кінгстонському університеті, який закінчила у 2003 році. Після закінчення навчання, вона повернулася на Кіпр.
Гаріс Епамінонда створює своєрідні композиції зображень, до яких належать колаж, інсталяції, фільми та фотографії. Спочатку вона брала фотографії зі старих французьких журналів та книг з 1940-х до 1960-х років. З 2005 року вона почала створювати чорно-білі колажі з ілюстрацій людей та архітектури. У 2007 році вона почала концентруватися на кольорових зображеннях та папері. 2007 року вона разом з Мустафою Хулусі представляла Кіпр на 52-му Венеційському бієнале.

## Вибрані індивідуальні виставки
- 2018: Том XXIIV, Істотні інші, Відень
- 2018: Том XXIII, Сецесія, Відень
- 2017: Том XXII, Художній музей Аспен, Аспен
- 2017: Том XX, Родео, Лондон
- 2016: Том XIX, Родео, Лондон
- 2016: Том XVII, Кейсі Каплан, Нью-Йорк
- 2016: Нескінченна бібліотека, Андалузький центр сучасного мистецтва[es], Севілья
- 2015: Том XVI, Ле-Плато, Фрак-Іль-де-Франс, Париж
- 2014: Харіс Епамінонда та частина Дикі коні Людина з обох боків, Веслування, Лондон
- 2014: Том XIV, галерея Массімо Мініні, Брешія
- 2014: Розділ IV, Fondazione Querini Stampalia, Венеція
- 2013: Гаріс Епамінонда, Центр сучасного мистецтва Point, Нікосія
- 2013: Гаріс Епамінонда-Розділи, галерея Modern Art Oxford, Оксфорд
- 2013: Південь від Сонця, Музей образотворчих мистецтв[de], Цюрих
- 2013: Раннє літо, (разом із Даніелем Густавом Крамером), галерея Лісабону, Лісабон
- 2012: Гаріс Епамінонда та Даніель Густав: Нескінченна бібліотека, Бадішер Кунстверейн, Карлсруе
- 2012: Нескінченна бібліотека, Музейно-виставковий будинок[de], Гларус
- 2011: Проекти 96: Гаріс Епамінонда, Музей сучасного мистецтва, Нью-Йорк
- 2011: Гаріс Епамінонда, галерея Шірн[de], Франкфурт-на-Майні
- 2010: Пізня осінь, (з Даніелем Густавом Крамером), Самса, Берлін
- 2010: Нескінченна бібліотека, Museo di Palazzo Poggi & Biblioteca Universitaria, Болонья
- 2010: Хроніки, Галерея сайтів, Шеффілд
- 2010: Галерея 2 рівня: Гаріс Епамінонда, VOL. VI, Тейт Модерн, Лондон
- 2009: Том IV, Родео, Стамбул
- 2009: Томи I, II та III, Malmö Konsthall, Мальме
- 2009: Даніель Густав Крамер та Гаріс Епамінонда, BolteLang, Цюрих
- 2008: Томи IIII, V & VI, Цирк, Берлін
- 2007: Гаріс Епамінонда, Künstlerhaus Bethanien, Берлін
- 2007: Стара земля, більше не брешу, я тебе бачу …, разом з Мустафою Хулусі, Палаццо Маліпієро, Венеція
- 2007: Яма, поки темно…, готель «Мармара», Стамбул